# 丹麦号探险队
丹麦号探险队（丹麥語：Danmark-ekspeditionen）也称为丹麦号格陵兰岛东北海岸探险队, 1906～1908年丹麦组织的一支前往格陵兰岛东北地区考察的探险队，以探险队乘坐的丹麦号三桅帆船的名字命名。探险队的主要目标是绘制格陵兰岛东北部海岸线的最后空白部分，收集未开发地区的科学信息，包括格陵兰东北部剩余的因纽特人信息。
尽管最终探险队有包括队长路德维希·米留斯-埃里克森、尼尔斯·彼得·赫格·哈根和约恩·布伦隆等人不幸遇难，但是却完成了主要的制图目标，并成功地探索了广阔的区域，绘制了以前从未勘探的海岸线和峡湾的精确地图，命名了许多地理实体，并采集了大量的科学数据。
探险队成员包括德国气象学家阿尔弗雷德·魏格纳，他在基地丹麦港建造了一个气象观测站，使用风筝和气球进行观测北极气候。